# Supramolekulární chemie
Supramolekulární chemie je obor chemie, který se zaměřuje na nekovalentní vazebné interakce molekul. Tradiční organická syntéza se zabývá především vytvářením a přerušováním kovalentních vazeb s cílem vytvořit nové molekuly. Naproti tomu, supramolekulární chemie využívá slabší nekovalentní interakce, jako jsou vodíkové vazby, koordinace kovů, hydrofobní síly, van der Waalsovy vazby, π–π interakce a elektrostatické síly pro sdružování molekul do multimolekulárních komplexů. Důležité oblasti tohoto oboru jsou host-guest komplexy, sebeskladba (self-assembly) a molekulární rozpoznávání.

## Historie
Za zakladatele supramolekulární chemie jsou považování Donald J. Cram, Jean-Marie Lehn a Charles J. Pedersen, kteří získali v roce 1987 Nobelovu cenu za práci v této oblasti, především za výzkum tzv. host-guest komplexů.

## Počátky
Počátky supramolekulární chemie lze nalézt ve výzkumech biologických systémů, kde hrají nekovalentní interakce významnou roli. Např. dvoušroubovice DNA je tvořena dvěma řetězci, které jsou k sobě poutány pomocí vodíkových vazeb.

## Využití
Supramolekulární chemie a samosdružovací procesy jsou velmi důležitou součástí výzkumu nových materiálů. Produkty těchto procesů mohou sloužit jako materiály s novými magnetickými vlastnostmi, katalyticky aktivní látky, optické materiály, chemické senzory, apod.
Supramolekulární chemie také přispívá k farmaceutickému výzkumu. Důležitý je např. výzkum interakcí léku v
organismu.

## Důležité oblasti supramolekulární chemie
- Supramolekuly
  - Host-guest chemie
  - Molekulární stavební jednotky
  - Receptory aniontů
  - Katenany
  - Rotaxany
- Supramolekulární shluky
  - Micely
  - Membrány
  - Vesikly
  - Kapalné krystaly